# Matúš Kostúr
Matúš Kostúr (ur. 28 marca 1980 w Bańskiej Bystrzycy) – słowacki hokeista, reprezentant Słowacji.

## Kariera
- HC 05 Bańska Bystrzyca U18 (1995-1998)
- HC 05 Bańska Bystrzyca U20 (1998-1999)
- HC 05 Banská Bystrica (1998/1999)
- HKm Zwoleń U20 (1999/2000)
- HKm Zwoleń B (1999-2001)
- HKm Zvolen (1999-2002)
  -  HK Nitra (2000-2001)
- Columbus Cottonmouths (2002-2003)
- Albany River Rats (2003-2004)
- Augusta Lynx (2004-2005)
- HK Riga 2000 (2005-2006)
- HK Kieramin Mińsk (2006-2010)
  -  HKm Zwoleń (2007)
  -  Dynama Mińsk (2008/2009)
- HK Szachcior Soligorsk (2010-2011)
- HC 05 Bańska Bystrzyca (2011-2012)
- Piráti Chomutov (2012-2014)
  -  SK Kadaň (2013-2014)
- HK Poprad (2014-2016)
- GKS Katowice (2016-2017)

Wychowanek klubu w rodzinnej Bańskiej Bystrzycy. Grał w klubach rodzimej słowackiej 1. ligi i ekstraligi. W drafcie NHL z 2000 został wybrany przez New Jersey Devils. Od 2002 do 2005 przebywał w USA grając w klubach tamtejszych lig ECHL i AHL. Po powrocie do Europy występował w zespołach łotewskiej ekstraligi, ekstraligi białoruskiej, słowackiej, ekstraligi czeskiej, rosyjskiej KHL. Od lipca 2016 zawodnik GKS Katowice w rozgrywkach Polskiej Hokej Ligi. Po sezonie 2016/2017 odszedł z klubu.

## Sukcesy
Klubowe
- Srebrny medal mistrzostw Słowacji: 2000, 2002 z HKm Zwoleń
- Złoty medal mistrzostw Słowacji: 2001 z HKm Zwoleń
- Trzecie miejsce w Pucharze Kontynentalnym: 2002 z HKm Zwoleń
- Złoty medal mistrzostw Łotwy: 2006 z HK Riga 2000
- Brązowy medal mistrzostw Białorusi: 2006 z HK Riga 2000
- Srebrny medal mistrzostw Białorusi: 2007 z HK Kieramin Mińsk
- Złoty medal mistrzostw Białorusi: 2008 z HK Kieramin Mińsk
- Puchar Białorusi: 2008 z HK Kieramin Mińsk

Indywidualne
- Ekstraliga słowacka w hokeju na lodzie (2011/2012):
  - Drugie miejsce w klasyfikacji skuteczności interwencji w sezonie zasadniczym: 93,1%
  - Drugie miejsce w klasyfikacji średniej goli straconych na mecz w sezonie zasadniczym: 2,36